# Neuendeich

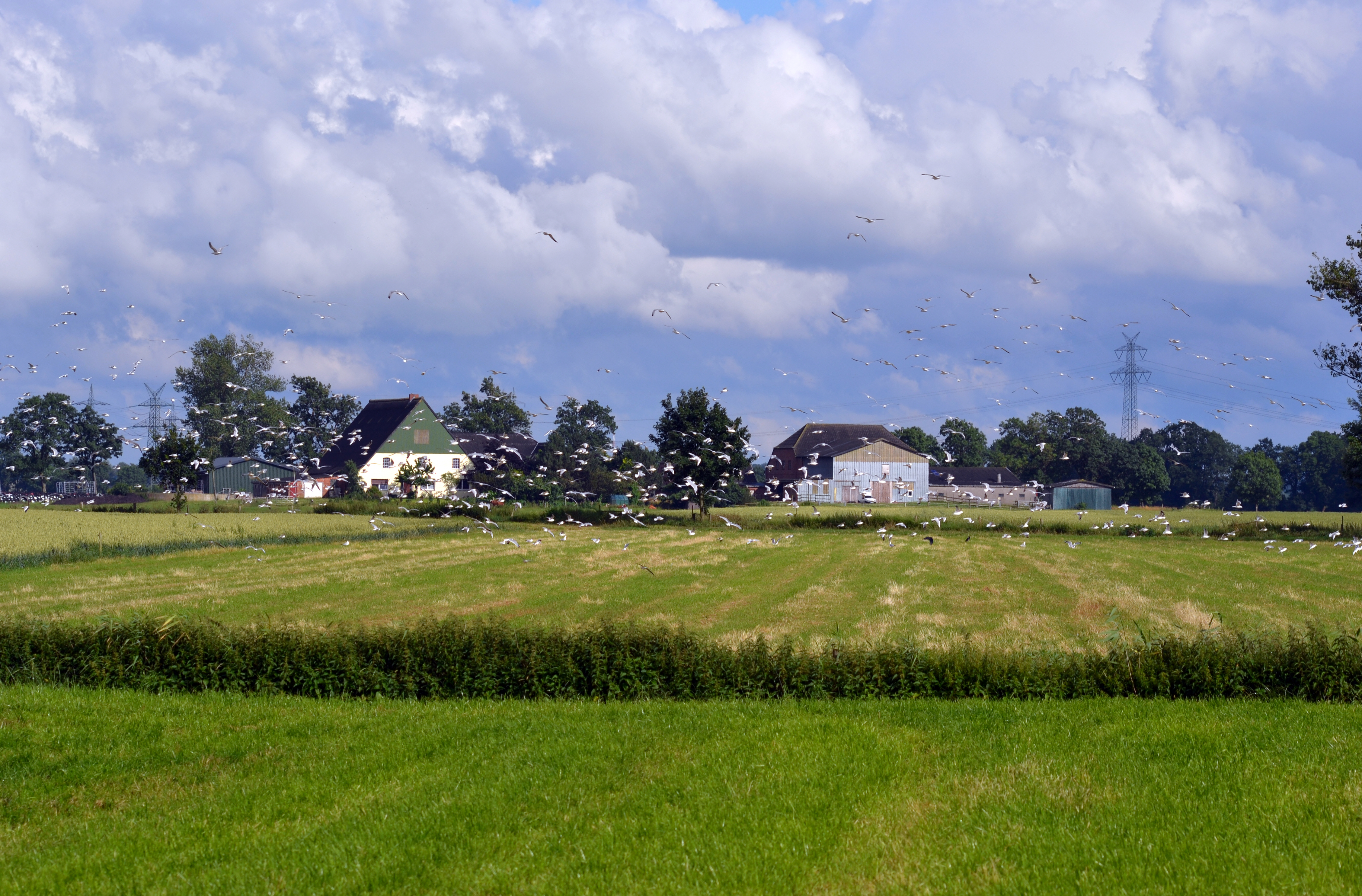
Gaivotas voando alto, ao fundo uma fazenda no roseiral de Neuendeich

Neuendeich é um município da Alemanha, localizado no distrito de Pinneberg, estado de Schleswig-Holstein.